# 스튜어트 리틀
《스튜어트 리틀》(영어: Stuart Little)은 E. B. 화이트의 아동 소설 "스튜어트 리틀"이 원작인 1999년작 실사/애니메이션 판타지 코미디 영화이다. 의인화된 고아 쥐가 인간 가정에 입양되면서 벌어지는 이야기를 다룬다. 롭 밍코프 감독의 실사 영화 연출 데뷔작이며, M. 나이트 샤말란과 그레그 브루커가 각본을 썼다. 지나 데이비스, 휴 로리, 조너선 리프니키 등은 실물로 출연하고, 마이클 J. 폭스, 네이선 레인, 제니퍼 틸리 등은 목소리 연기를 맡았다. 에스텔 게티의 마지막 영화 출연작이다.
속편 《스튜어트 리틀 2》(2002)로 이어진다.
흥행에 성공하면서 프랜차이즈화되어 영화 속편은 물론 비디오 게임, 텔레비전 애니메이션 시리즈 등이 출시되고 있다.
한국에서는 2000년 1월 8일에 개봉하였다. MBC에서 성탄절 특선영화로 2002년, 2004년, 2005년 등에 방영한 적이 있고, 2006년 KBS에서 1, 2편을 모두 방영하였다.

## 줄거리
엘리너와 프레더릭 리틀 부부는 인간 아이를 입양하기 위해 고아원을 방문했다가 대신 고아 쥐 스튜어트를 데려온다. 하지만 조지는 스튜어트를 동생으로 받아들이길 거부하고, 집고양이 스노벨은 설치류 애완동물 신세가 된 걸 치욕으로 여긴다. 스튜어트는 공허감을 느끼며 생부모를 궁금해한다.
스튜어트는 무선조종 배 경주 대회를 통해 조지와 가까워지고, 조지는 스튜어트를 동생으로 인정한다. 하지만 스노벨, 그리고 스모키가 이끄는 길고양이 불한당은 스튜어트를 집에서 쫓아내기 위해 음모를 꾸민다.
곧 쥐 부부 레지와 커밀 스타우트가 리틀 부부를 찾아온다. 이들은 본인들을 스튜어트 친부모라고 소개하며 과거 가난 때문에 할 수 없이 스튜어트를 고아원에 보내야만 했다고 털어놓는다.
스튜어트를 억지로 보내고 괴로워하던 리틀 부부는 스튜어트 근황을 확인하기 위해 방문한 고아원장을 통해 스튜어트 친부모는 이미 몇 년 전 사고사했다는 사실을 알게 된다. 스튜어트가 납치됐음을 깨달은 리틀 부부는 스튜어트를 찾기 위해 사방을 뒤지고, 이에 스모키는 스튜어트를 아예 죽여버리기로 결심한다.
스모키의 협박에 못 이겨 협조해왔던 스타우트 부부는 스튜어트에게 진실을 털어놓고, 스튜어트는 기뻐한다. 스튜어트는 스모키 일당의 습격을 간신히 피해 집에 도착한다. 하지만 가족들은 스튜어트 실종 전단지를 붙이기 위해 모두 밖에 나가있는 상태. 여전히 질투심에 차있는 스노벨은 가족들이 스튜어트가 사라진 것을 축하하며 밖에서 놀고 있다고 거짓말을 한다. 스튜어트는 슬퍼하며 집을 떠나는데...

## 출연

### 실사
- 지나 데이비스 - 엘리너 리틀 부인 역
- 휴 로리 - 프레더릭 리틀 씨 역
- 조너선 리프니키 - 조지 리틀 역
- 제프리 존스 - 백부 크렌쇼 리틀 역
- 앨리스 비즐리 - 백모 비어트리스 리틀 역
- 브라이언 도일머리 - 사촌 에드거 리틀 역
- 에스텔 게티 - 할머니 에스텔 리틀 역
- 해럴드 굴드 - 할아버지 스펜서 리틀 역
- 줄리아 스위니 - 키퍼 부인, 고아원장 역
- 대브니 콜먼 - 비치우드 의사 역
- 짐 두건 - 필 앨런 형사 역
- 존 폴리토 - 셔먼 형사 역
- 테일러 네그론 - 장난감 옷 판매원 역

### 목소리
- 마이클 J. 폭스 - 스튜어트 리틀, 쥐 역
- 네이선 레인 - 스노벨, 페르시안 고양이 역
- 채즈 팰민테리 - 스모키, 샤르트뢰 고양이 역
- 스티브 잔 - 몬티, 범무늬 고양이 역
- 짐 두건 - 러키, 샴 고양이 역
- 데이비드 앨런 그리어 - 레드, 아메리칸 쇼트헤어 고양이 역
- 브루노 커비 - 레지널드 "레지" 스타우트 씨, 쥐 역
- 제니퍼 틸리 - 커밀 스타우트 부인, 쥐 역
- 스탠 프리버그 - 무선조종 배 경주 대회 진행자 역

## 시청 등급
- 대한민국: 전체 관람가

## 우리말 녹음
| MBC 성우진 (2002년 12월 25일) - 강수진 - 스튜어트(마이클 J. 폭스) - 권혁수 - 아빠(휴 로리) - 윤소라 - 엄마(지나 데이비스) - 이미자 - 조지(조너선 리프니키) - 이인성 - 스노벨(네이선 레인) - 박태호 - 레지널드(브루노 커비) - 정남 - 커밀(제니퍼 틸리) - 기경옥 - 키퍼(줄리아 스위니) - 이종오 - 크렌쇼(제프리 존스) - 김호성 - 몬티(스티브 잔) / 앨런(짐 두건) - 황윤걸 - 스모키(채즈 팰민테리) - 이상범 - 스트레치(패트릭 토머스 오브라이언) / 레드(데이비드 앨런 그리어) - 이상훈 - 에드거(브라이언 도일머리) / 러키(짐 두건) - 변종필 - 셔먼(존 폴리토) / 스펜서(해럴드 굴드) - 김서영 - 비어트리스(앨리스 비즐리) / 앤턴(마일스 마시코) - 이자옥 - 스키퍼(척 블레천 / 웨슬리 M. 스타일러) | KBS 성우진 (2006년 1월 1일) - 강수진 - 스튜어트(마이클 J. 폭스) - 정미숙 - 조지(조너선 리프니키) - 오세홍 - 아빠(휴 로리) - 송도영 - 엄마(지나 데이비스) - 설영범 - 스노벨(네이선 레인) - 노민 - 레지널드(브루노 커비) - 임은정 - 커밀(제니퍼 틸리) - 이장원 - 몬티(스티브 잔) - 황원 - 조동희 - 김정애 - 김준 - 정옥주 - 한호웅 - 김소형 |  |

## 같이 보기
- 톰과 제리